# Château de Conversano
Le château de Conversano est une structure militaire d'origine normande situé à Conversano, ville métropolitaine de Bari dans les Pouilles. Il a été modifié et remodelé par la suite, notamment aux XVe et XVIIe siècles, afin de transformer la forteresse d'origine en un somptueux manoir,. 

## Historique
Le château fut la résidence des comtes de Conversano pendant près de sept siècles, depuis l'époque normande. Pourtant, son histoire est beaucoup plus ancienne, probablement déjà à l'époque de la guerre gothique (535-553) au même endroit se trouvait un bâtiment de défense, qui embrassait une partie des murs mégalithiques de l'ancienne ville de Norba.
Les premiers seigneurs féodaux normands imposèrent au XIe siècle la reconstruction d'un château sur les ruines de l'ancien. Du noyau normand original est conservée aujourd'hui une tour à base carrée, connue sous le nom de Torre Maestra et une fresque sur l'entrée de la voûte originale, représentant les saints Côme et Damien. Plus tard, d'importants travaux d'agrandissement furent réalisés, entre autres, par les comtes de Luxembourg (XIVe siècle) qui favorisèrent la construction d'une haute tour circulaire au nord, là où la crête de l'acropole devenait plus abrupte. Vers 1460, les Acquaviva construisirent une base de tour à douze pans, plus trapue et avec des murs de type remblai, particulièrement audacieuse du point de vue technique : à l'intérieur, on trouve un réservoir rond avec un couloir autour équipé de drains, indispensables pour défendre la ville.

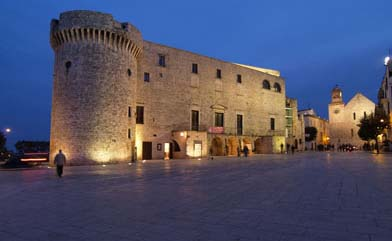

Les siècles suivants virent la poursuite de la transformation du bâtiment qui perdit progressivement son caractère militaire pour se configurer comme une élégante demeure, adaptée au prestige des puissants seigneurs féodaux. L'entrée actuelle s'ouvre le long du mur de la Piazza Conciliazione, construite en 1710 à la demande de la comtesse Dorotea Acquaviva. Il est possible d'accéder à une cour qui à son tour donne accès au porche de la fin de la Renaissance. D'autres travaux de construction se sont succédé jusqu'à la fin du XIXe siècle.
Le château n'est actuellement que partiellement un bien communal, tandis que certaines ailes - dont la chambre nuptiale décorée de scènes de l'Ancien Testament de Paolo Domenico Finoglia - sont encore une propriété privée. L'espace public du bâtiment abrite aujourd'hui la galerie d'art civique où sont exposées des peintures du grand cycle de  La Jérusalem délivrée, toujours de Finoglio.

## Description

### La tour cylindrique

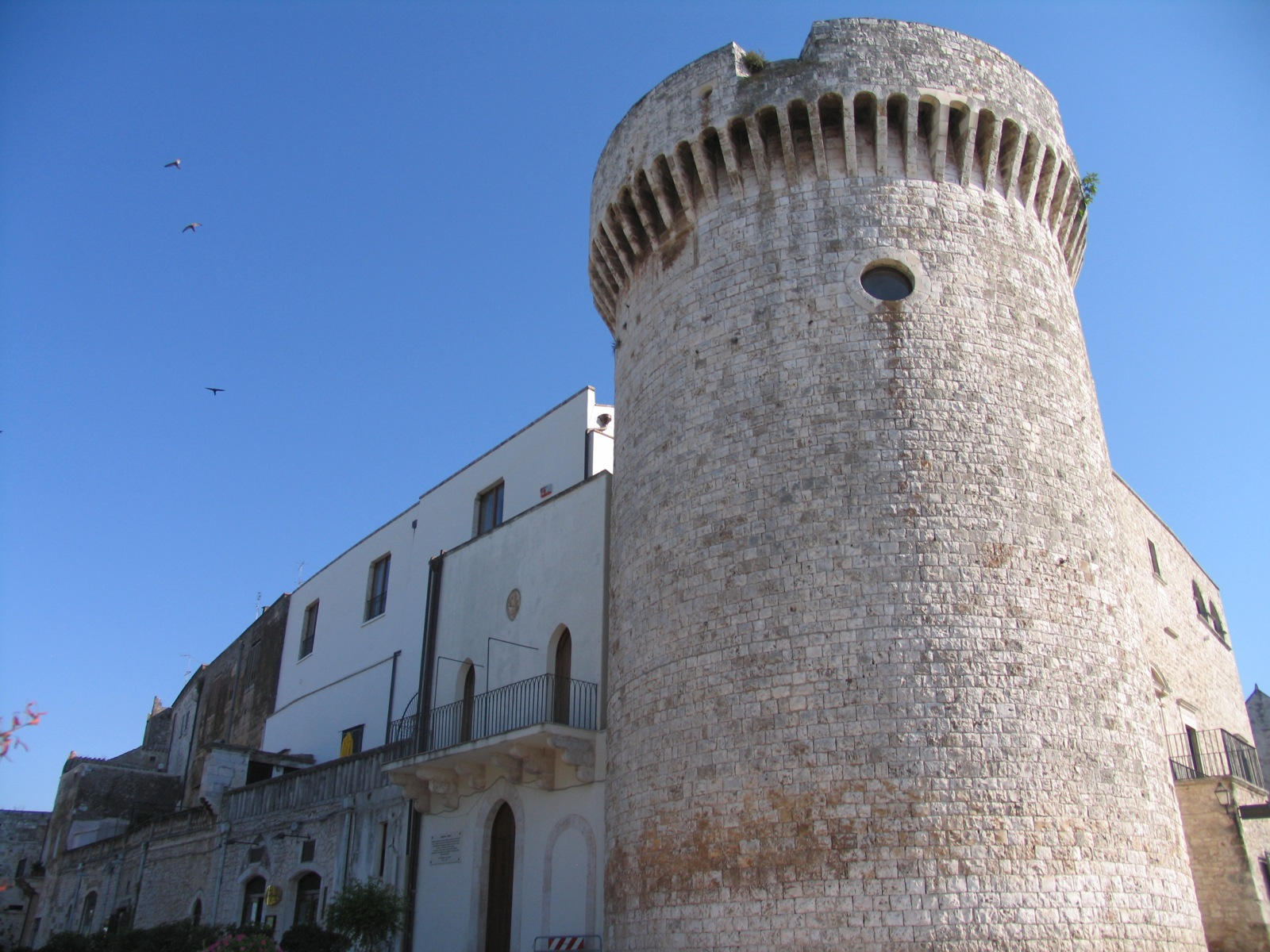
Tour cylindrique ou de Luxembourg.

C'est la seule tour du château construite, bien que la plus impressionnante par sa taille, du même type de plan que les autres tours cylindriques plus petites, adossées aux murs du XVe siècle de Conversano.
La tour a été ajoutée à l'angle nord, remplaçant peut-être une tour carrée antérieure, dont les traces les plus anciennes ne se trouvent que dans le plan du château. C'est le résultat d'une intervention de travaux de fortification réalisée par Giulio Antonio Acquaviva d'Aragon. L'emblème placé en haut du mur, qui combine les armes des familles Acquaviva et Orsini, constitue la « signature » de l'œuvre.
La tour est divisée en plusieurs niveaux et constitue un puissant rempart défensif vers l'extérieur, et plus tard dans sa construction, le parapet soutenu par des corbeaux a été interrompu en plusieurs points pour faire place à l'inclusion des canons.

### La tour polygonale
Cette tour est également un ajout à d'autres bâtiments anciens du château, construits lorsque les nouvelles techniques et les nouvelles militaires rendaient inadéquates les anciennes structures.
Le mur inférieur incliné (appelé scarpa, aujourd'hui partiellement enterré), est adapté pour repousser l'artillerie. Les fentes étroites visibles sur les côtés de la tour permettaient l'insertion des bouches de feu, alors contenues à l'intérieur de la tour. D'autres canons devaient être placés sur son sommet, faisant ressortir les cassures au-dessus du parapet.
La présence de deux couches de maçonnerie en relief peut attribuer l'édifice au comte Andrea Matteo Acquaviva (1481-1511), fils et successeur de Giulio Antonio Acquaviva. Il convient de noter que juste au moment où le comte Andrea Matteo s'est rangé du côté des Français, Conversano fut assiégé et capturé (1503) par les troupes espagnoles du général Gonzalve de Cordoue.

## Galerie d'art Paolo Finoglio
À l’intérieur du château, après une série de restaurations, a été installée la galerie d’art municipale. Elle contient diverses œuvres, entre autres les grandes toiles représentant des épisodes de La Jérusalem libérée par le peintre napolitain du XVIIe siècle Paolo Domenico Finoglia, invité à Conversano par Giangirolamo II Acquaviva d'Aragon ; le cycle des œuvres sert à renforcer le pouvoir et le prestige de la maison qui a commandé l'œuvre au peintre.

## Galerie

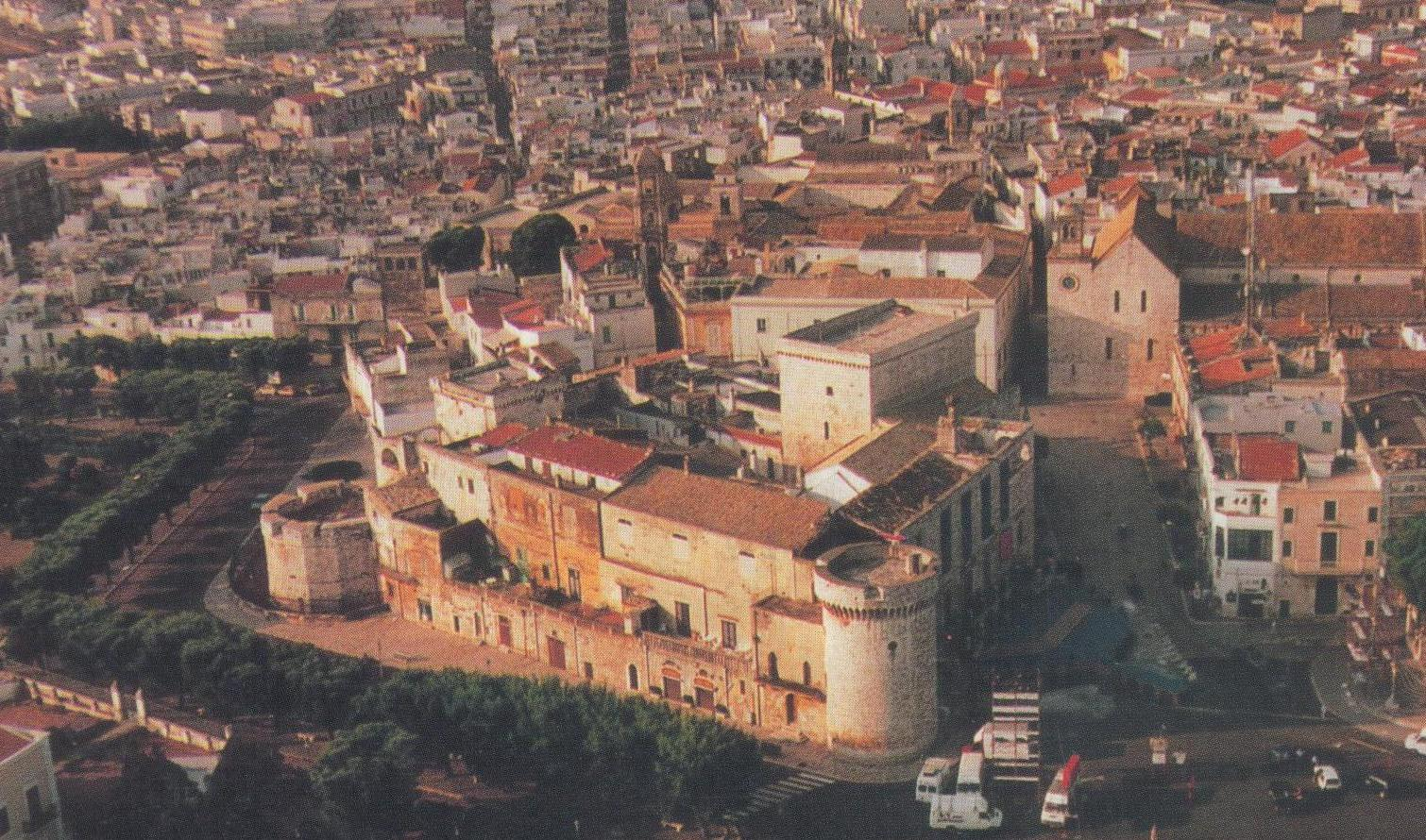
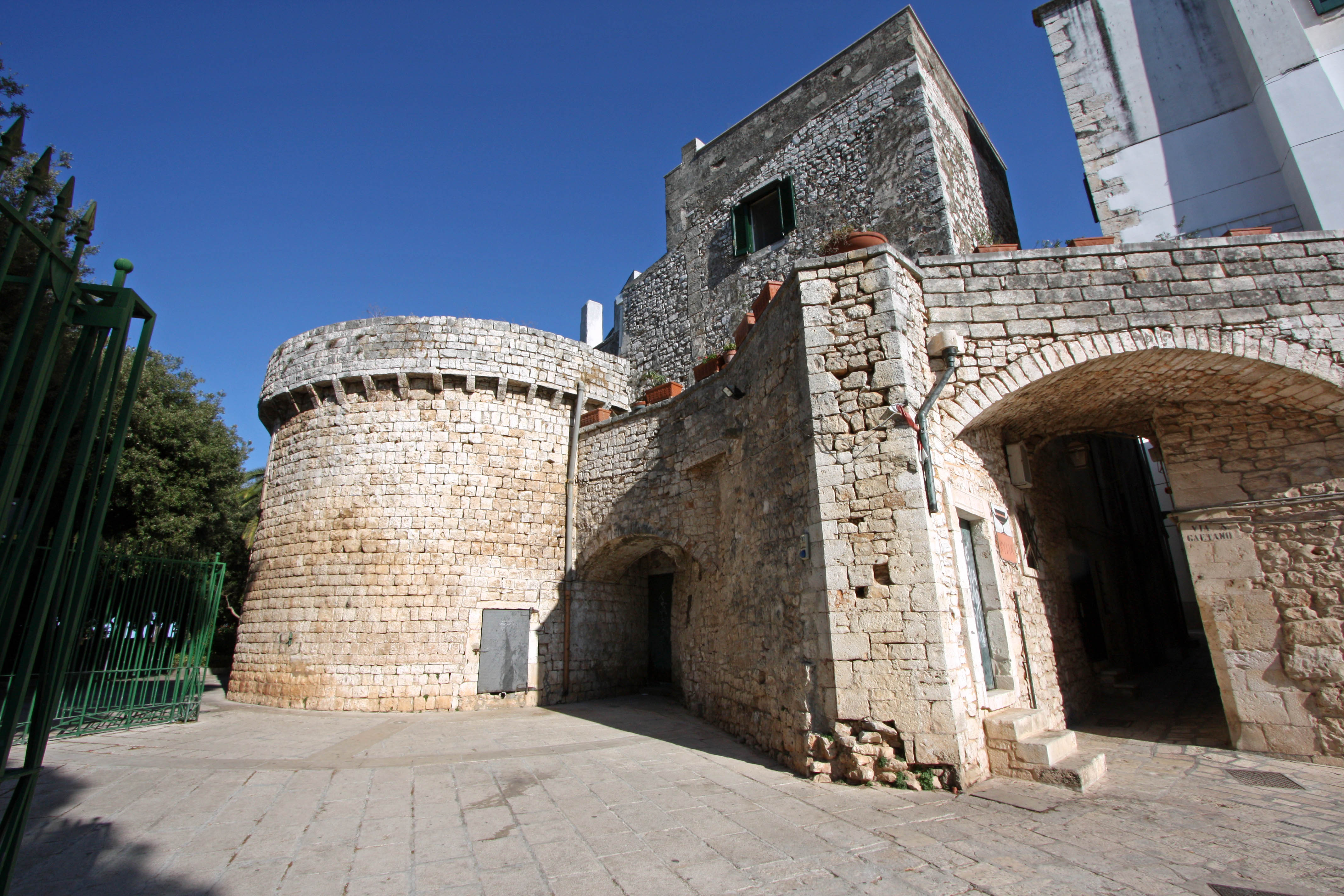
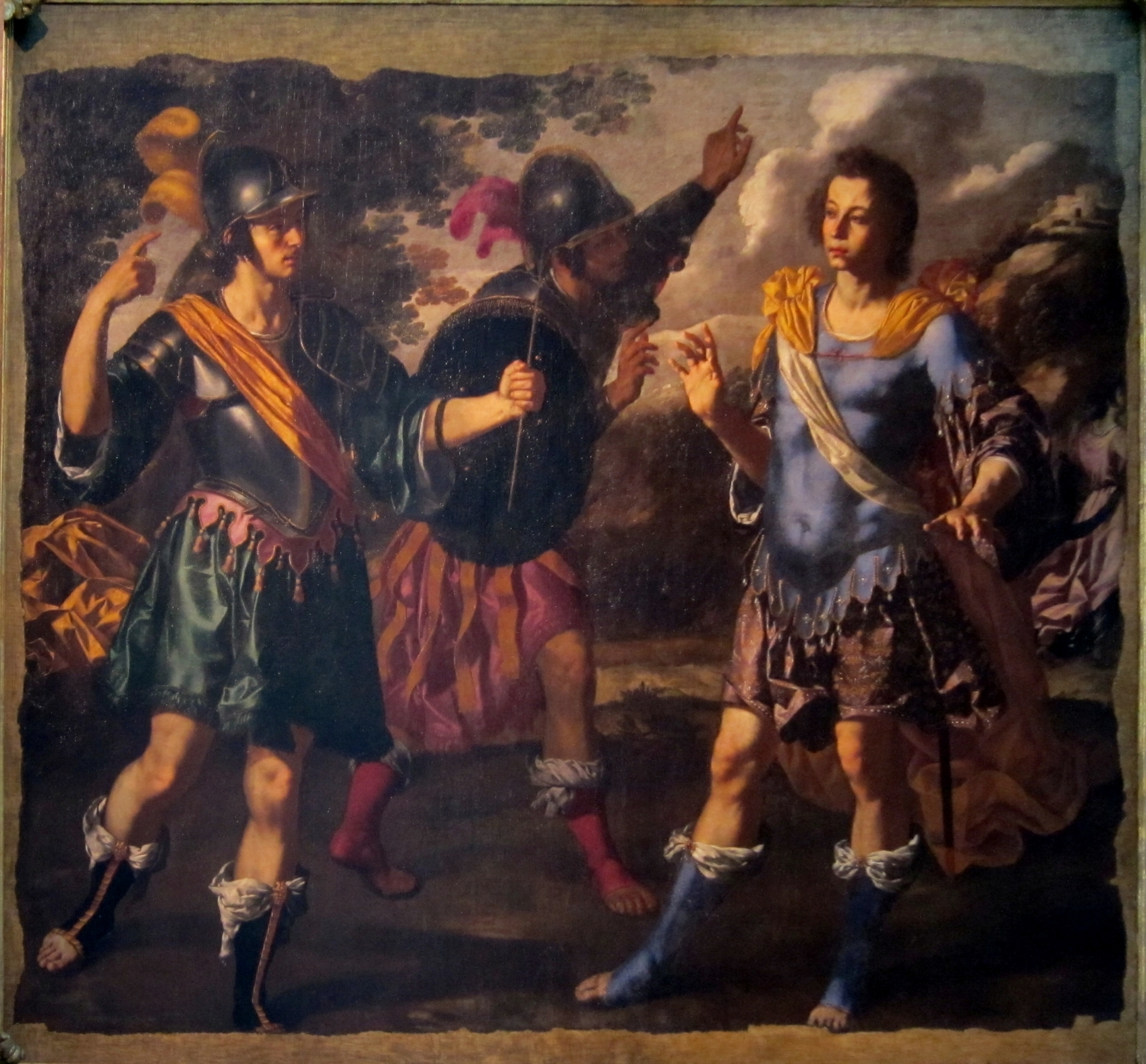
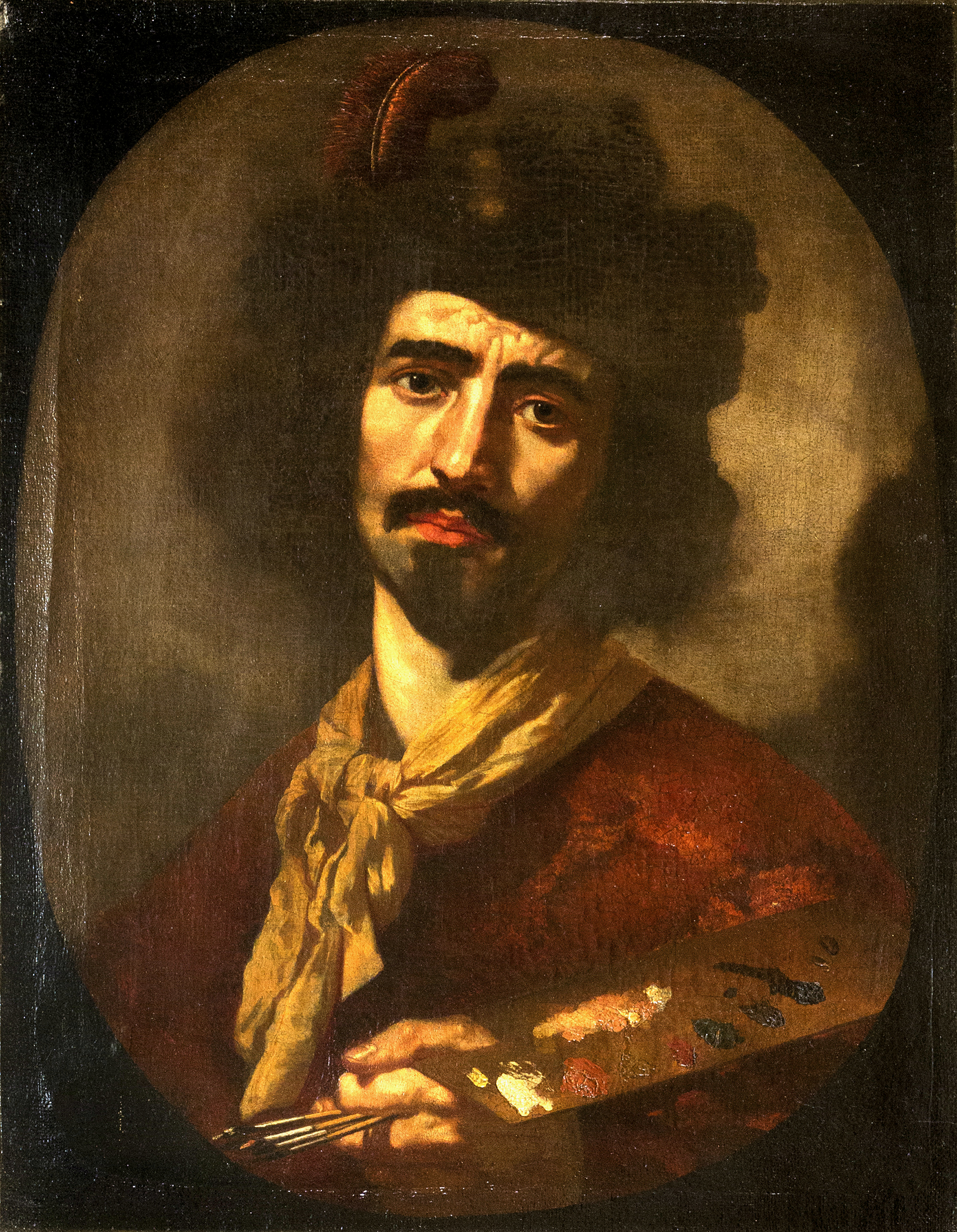